# Christus Koning (Les Houches)
Het standbeeld van Christus Koning (Frans: Statue Christ-Roi des Houches ) in de Franse gemeente Les Houches in het departement Haute-Savoie is een monumentaal beeld van Jezus Christus van 25 meter hoog. Het gestileerde monument is gelegen op een uitstekende rots met uitzicht op de vallei van Chamonix .

## Geschiedenis
Het bouwen van een beeld ter ere van Christus Koning was een initiatief van de plaatselijk pastoor Claude-Marie Delassiat. De pastoor wilde met de oprichting van het beeld het door paus Pius XI ingestelde hoogfeest van Christus Koning concretiseren. 
De eerste steen werd gelegd in augustus 1933 en na een jaar kon het standbeeld worden ingehuldigd op 19 augustus 1934.

## Beschrijving
Het standbeeld werd gemaakt door Georges Serraz (1883-1963), die ook het beeld van Cristo Rei op Madeira maakte. Het toegepaste bouwmateriaal bestaat uit gewapend beton en graniet. Het beeld weegt 500 ton. 